# Karneval
För andra betydelser, se Karneval (olika betydelser).

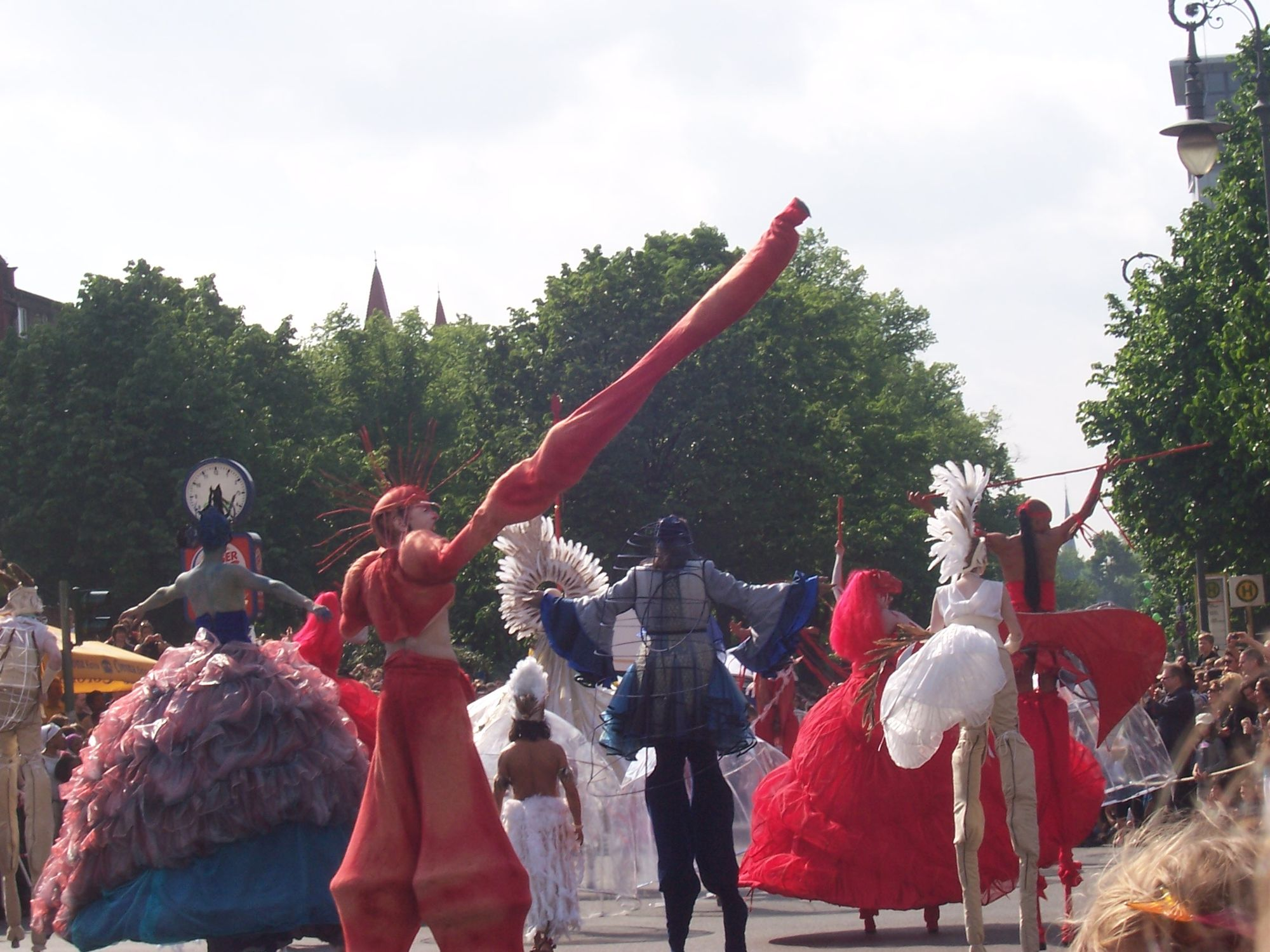
Kulturens karneval, Berlin 2010

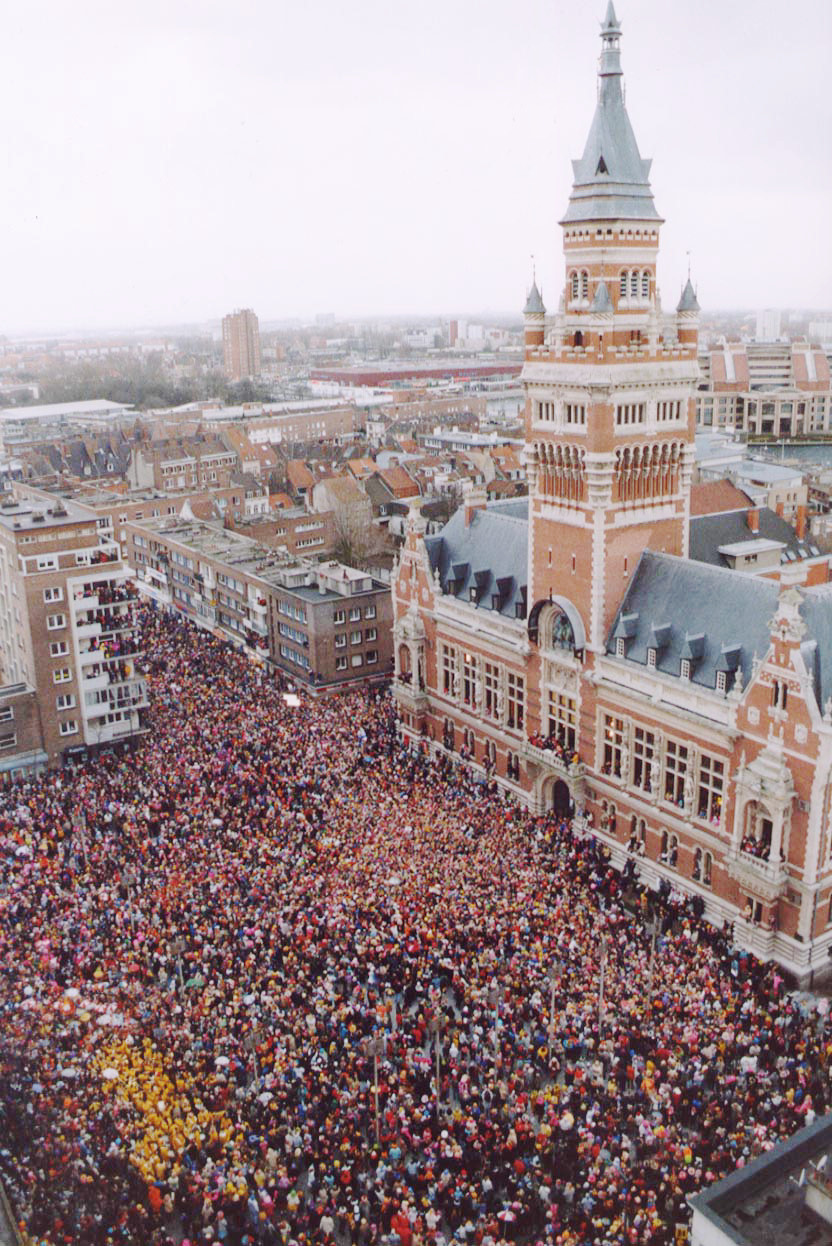
Karneval i Dunkerque, Frankrike

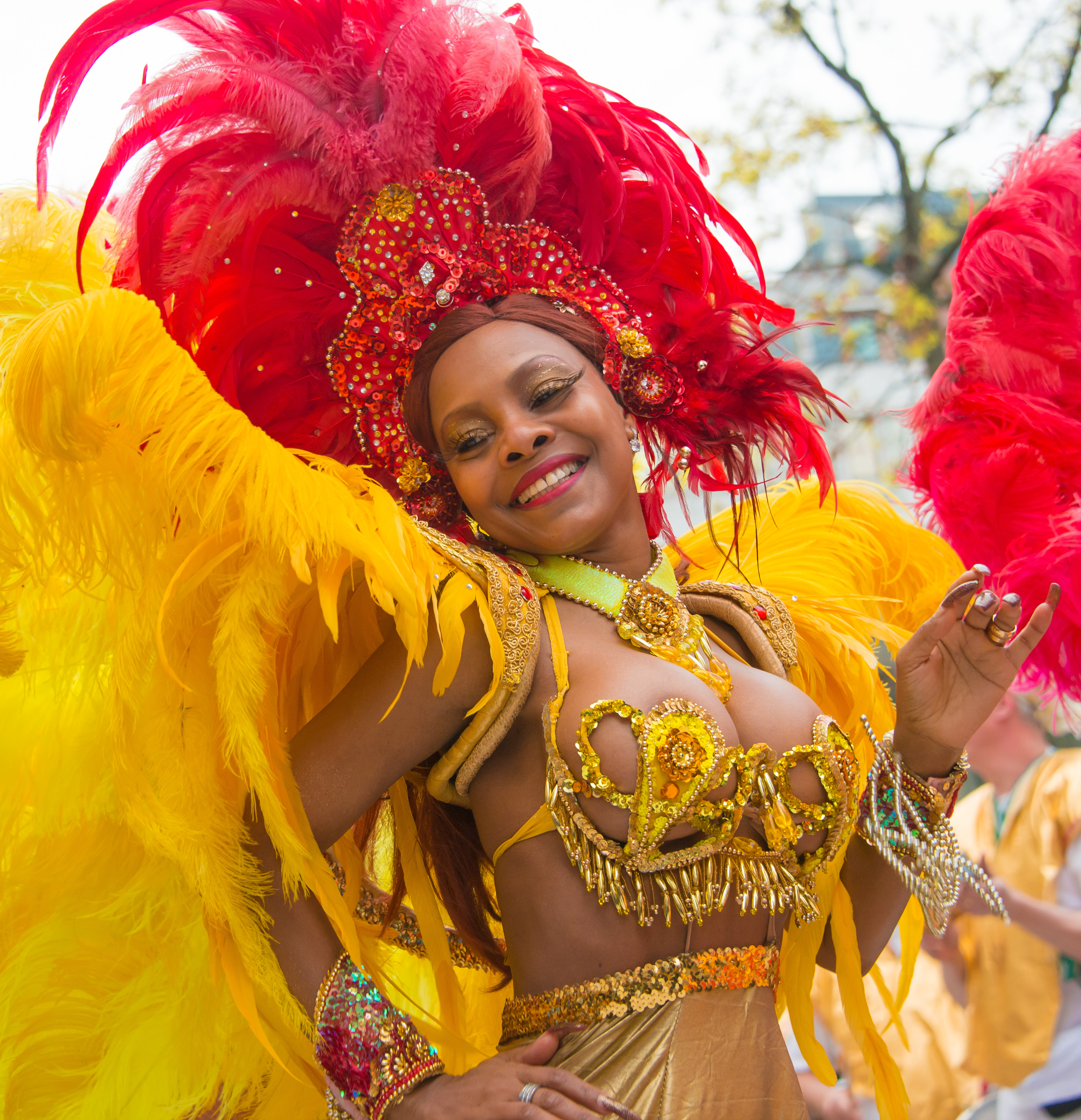
Karnevalståg från Sergels torg under Stockholms kulturnatt 2015.

En karneval är en festival som äger rum före påskfastan. I Centraleuropa kallas företeelsen Fasching, eller liknande och firandet de sista dagarna är ofta högst påtagligt. I Sverige har benämningen i modern tid kommit att användas om folkfester utan anknytning till fastan, där man genom att klä ut sig i olika roller via ett "tåg" drar genom stadens gator. Exempel på det är studentkarnevalerna – från början kallade majfester – i främst Lund, Uppsala och Stockholm, samt allehanda lokala tillställningar i vilka "karnevalståg" ingår.

## Etymologi
Italienska carnevale kommer kanske från (italienska) medeltidslatinets carnelevare eller carnelevale, "ta bort kött", eller carrus navilis, "skeppsvagn", som i så fall syftar på en slags vagn som kan förekomma i karnevalståg.
Karneval är ursprungligen benämningen på tiden före fastan, Trettondedag jul till askonsdagen, sedermera de tre till åtta dagarna före askonsdagen, motsvarande fastlagen. Fastlag är således motsats till fasta och denna tid föregår fastan med frosseri av mat och fester. Fettisdagen är den sista dagen i fastlagen varefter fastan som varar fram till påsk inleds. Termen karneval är tidigast belagd 1142 men började inte att användas norr om Alperna förrän cirka 1700.

## Historia
Karnevalen har förmodligen sina rötter i magiska riter för att betvinga de krafter som håller våren tillbaka. Man firar dagarna med upptåg, maskerader och dans. I karnevals- och fastlagsfirandet ingår från början sannolikt element ur de vårliga upptåg åt vilka man brukade ägna sig i bland annat antikens Rom och Bysans, till exempel lupercalierna, men det rymde även socialkritiska inslag med ventilfunktion – i skydd av maskeringen kunde de eljest förtryckta ge luft åt sina aggressioner.
De egentliga karnevalerna har i första hand hört hemma i den urbana traditionen i områden där den romersk-katolska kyrkans fasteregler iakttagits. De har förekommit sedan medeltiden, men har även präglat barocken. I Sydamerika märker man påverkan från candomblé. En liknande lössläppthet kännetecknade de romerska saturnalierna. I Norden är det ännu kallt under den egentliga karnevalstiden, och man anordnar därför oftare "karnevaler" längre fram under våren och sommaren, utan anknytning till kyrkoåret. Karnevalerna var på 1400-talet särskilt omfattande i Rom, där karnevalsupptåg finns omnämnda redan från 1100-talet, och Venedig. Därifrån spreds de bland annat till medicéernas Florens, varifrån de förmedlades till Frankrike.
Att svenskarna under katolsk tid firade karnevalen/fastlagen med utklädningsupptåg vittnade Olaus Magnus, som i sin "Historia om de nordiska folken" beskrev hur olika yrkesmän därvid maskerade sig allt efter sin hantering: fiskare i nät, slaktare med oxhuvuden "och härmande dessa djurs läten eller grymtande som svin". Denna anknytning till skråna motsvarade förhållandena på kontinenten, där utvecklingen från mera familjära fastlagsfester inom ramen för skrån och gillen till 1800- och 1900-talens påkostade "kommunala" karnevalståg med "Prins Karneval" i täten i hög grad gynnades av skrånas avveckling efter franska revolutionen.
Efter reformationen försvann karnevalerna från de protestantiska länderna, medan de mera lantliga fastlagsupptåg som försiggått vid samma tid kunde fortleva, inte minst i Norden.
Den tyska motsvarigheten, karneval, fasching eller fastnacht började under 1600-talet utveckla sin urbana form och blomstrade från 1820-talet särskilt i städer vid Rhen samt i Bayern och Österrike.
Flera karnevalsorter blev under 1800-talet särdeles berömda för sina grandiosa och på turismen inriktade karnevaler, bland andra Nice, Binche (Belgien), Köln, New Orleans ("Mardi Gras"), Santa Cruz de Tenerife (Spanien) och Rio de Janeiro. Ett mindre glamoröst men mera folkligt och spontant karnevalsfirande utövas än i dag på många ställen i Västindien samt i Mellan- och Sydamerika.

## Genrer

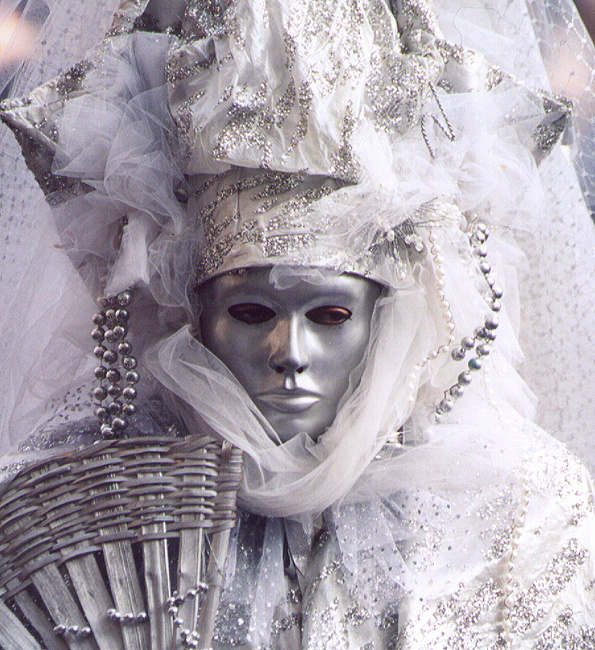
Karneval i Venedig, Italien

Karnevalerna eller delar av dem skiljer sig åt. De flesta har inslag från Brasilien med samba och traditionell orkester med dansöser.
Den andra stora genren kommer från Trinidad och är mer kostyminspirerad och musiken är Soca, ofta från stora PA-system på lastbilar. Ett exempe är Europas största karneval i Notting Hill i London med uppemot 2 miljoner besökare.
I Tyskland firas Fastnacht, Fasching eller Karneval. 
Italiens största karneval är den i Venedig, som är berömd för sina traditionella dräkter med masker, med anor från 1268.
I USA firas New Orleans Mardi Gras-karneval.

## Karnevaler i Norden

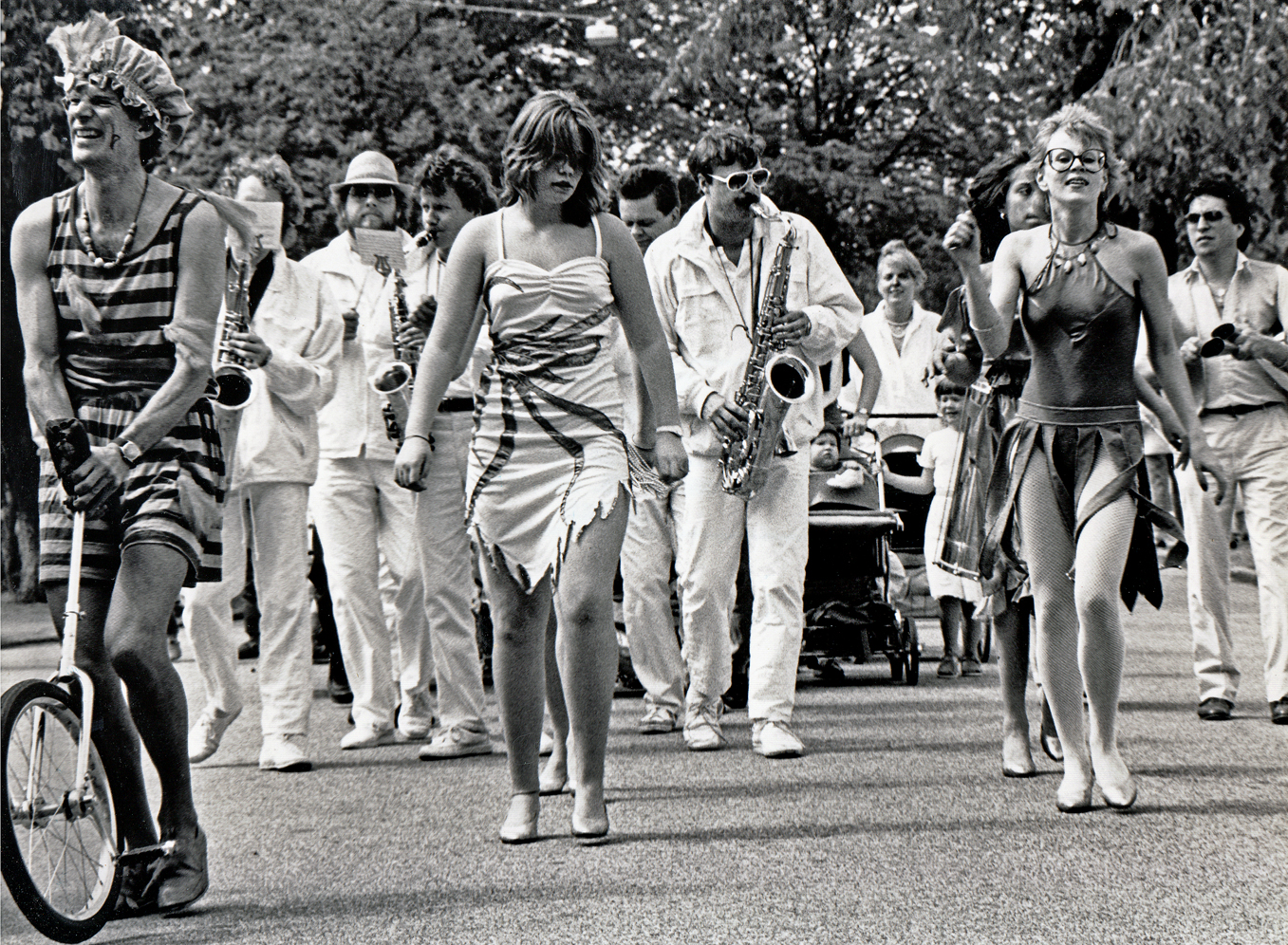
Kirsebergskarnevalen i Malmö 1987.

Köpenhamn hade under 1980-talet en ledande position men för nu en mer begränsad tillvaro. 
Under 1980- och 1990-talen arrangerade Norrköping under flera år de troligtvis publikmässigt hittills största svenska utomhuskarnevalerna. I Stockholm arrangerar Bar Brasil Estocolmo årligen (sedan 1995) Skandinaviens största inomhuskarneval i samband med askonsdagen (februari/mars) för drygt 1 500 besökare. "Carnaval Estocolmo" är främst inriktad på brasiliansk och västindisk karnevalskultur med ofta inbjudna internationella artister. Under 2000-talet är det främst Hammarkullenkarnevalen i Göteborg samt Landskronakarnevalen som haft flest professionella grupper och uppmärksamhet. Båda dessa karnevaler kan betecknas mer som uppträdande av främst sambagrupper eller etniska grupper än Arbogakarnevalen som är en årligen återkommande karneval som startade 1992 med ett stort inslag av internationell karnevalskultur. I Uppsala finns sedan 2009 Kulturernas Karneval, som även den har en betoning på mångkultur, med karnevalståg och festplats.
I Ljungby har man sedan 10 år[från när?] tillbaka en karneval i augusti med tusentals besökare och cirka 500 deltagare i karnevalståget.
I slutet av 2000-talet i samband med Stockholms Kulturfestival arrangerades under namnet VIVA under flera år en ”Street-Carnival” med soundsystems, dansare, slagverkare och artister från Brasilien och Trinidad-Tobago. 
Pridefestivalen är ytterligare ett arrangemang med karnevalstradition.
Karnevalen i Grebbestad är en turistattraktion med mycket festligheter.
Aalborgskarnevalen i Ålborg i Danmark är Nordeuropas största karneval. Där har man 16 000–18 000 utklädda deltagare i själva tåget, vilket troligtvis är europeiskt rekord.[källa behövs]

### Studentkarnevaler
Studentkarnevaler är studentikosa festligheter anordnade av studentkårer eller elevkårer vid gymnasier, universitet och högskolor. De saknar till större delen inslag av traditionell internationell karnevalskultur.
Formen är en kortege, karnevalståg, parad eller regatta till lands eller till sjöss. Dessa består av ett större antal mer eller mindre fantasifulla fordon eller farkoster som byggts av studenterna själva dagarna innan karnevalen. Ofta smyckas de efter ett tema, med exempelvis aktuella (student-)politiska, spetsfundiga, satiriska budskap. I karnevalståget kan också ingå sambadansare, studentorkestrar, studentbaletter etcetera samt ibland en karnevalsprinsessa längst fram i tåget.
Studentkarnevaler hålls normalt på våren i april eller maj och kan attrahera hundratusentals åskådare. Paradvägen stängs normalt av för ordinarie trafik och kan skapa mindre trafikkaos. Förutom själva paraden anordnas runt omkring mängder av fester och jippon, främst avsedda för de deltagande studenterna. Till exempel anordnar Quarnevalen i Stockholm en melodifestival några veckor innan själva Quarnevalen, på vilken årets quarnevalslåt utses.
Lundakarnevalen med anor från 1849, som återkommer vart fjärde år, lockar enligt arrangörerna 500 000 besökare per dag. Här framförs även ett stort antal små och stora spex, revyer, en cirkusföreställning, kabaré, med mera under karnevalshelgen. Dessutom produceras en film och inom karnevalsområdet finns ett barnvänligt område som heter Barnevalen.
Andra svenska orter har haft kortege-artade karnevaler som då arrangerats av ortens tekniska gymnasium. Exempel är Växjö (arrangör: Elevkåren vid Teknikum) och Örebro (arrangör: föreningen In Statu Nascendi vid Rudbecksskolan).
Några studentkarnevaler:
- Cortègen, Göteborg, årligen, valborgsmässoafton
- Forsränningen, Uppsala, årligen, valborgsmässoafton
- Kårtegen, Luleå, vart tredje år.
- Lundakarnevalen, Lund, vart fjärde år.
- Quarnevalen, Stockholm, vart tredje år.
- Studentorkesterfestivalen, SOF, Linköping, udda år.
- Studentorkesterfestivalen, STORK, Uppsala, jämna år.
- SquVALp, Stockholm, de år då det inte är Quarneval

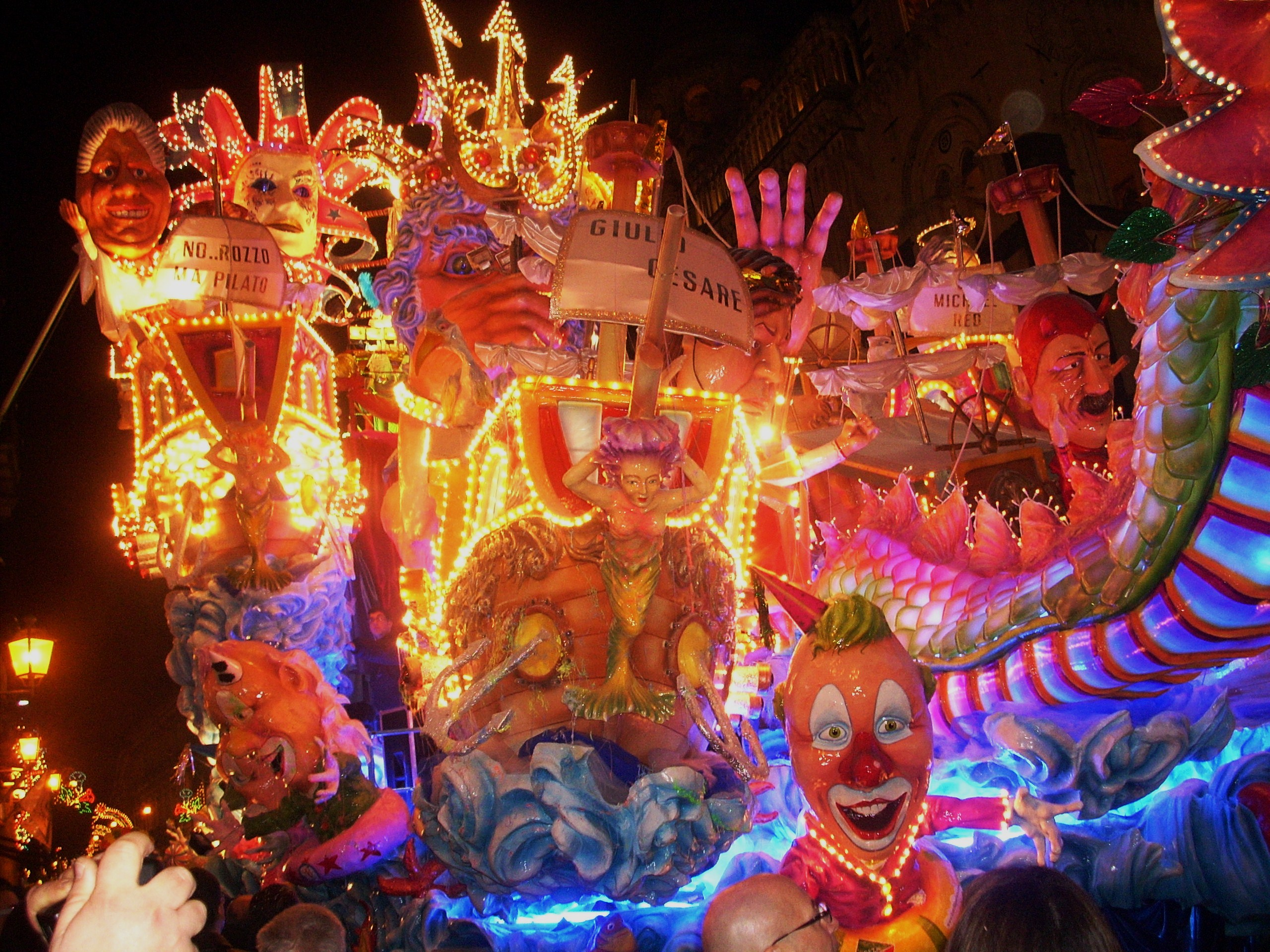
Karnevalen av Acireale är den äldsta på Sicilien

## Europa och världen
De större karnevalerna i Europa är Kulturens karneval, Berlin, Köln, Mainz, Altona i Hamburg, Notting Hill i London, Rotterdam, Venedig och på Teneriffa. I världen räknas de brasilianska karnevalerna, Trinidad och Tobago, Montréal i Kanada samt Mardi Gras i USA samt Notting Hill som de mest besökta eller mest omtalade inom karnevalskretsar.
Sambaskolornas parader är en av de mest kända festligheterna under karnevalsfirandet i Rio de Janeiro.
I Luton invigdes i maj 2009 UK Centre for Carnival Arts avsett vara ett nationellt centrum och spegla karnevalen som konstart. Minister for Culture satsade 7,3 miljoner pund på denna byggnad i centrala Luton, England.[källa behövs]